# Lysnet
Lysnet  er en bakke i Favrskov Kommune, hvis højeste punkt er 131 meter over havets overflade. Lysnet ligger cirka 10 km sydvest for Randers på grænsen mellem Favrskov Kommune og Randers Kommune, og er begge kommuners højeste punkt.

## Fredningsforslag
Danmarks Naturfredningsforening, har i 2017 rejst en fredningssag  for området, der rummer  sjældne naturtyper som gamle græsningsoverdrev, oprindelige løvskove og uregulerede vandløb i dybe kløfter.   Lysnet er blevet udpeget som Nationalt Geologisk Interesseområde da den er dannet af den forrige istids gletsjere, og  består af plastisk ler, som er aflejret i havet for omkring 50 millioner år siden. På grund af det fedtede ler er bakken  blevet sent opdyrket, og store dele ligger stadig hen som skov og overdrev.